# Панська криниця
Панська криниця - гідрологічна пам'ятка природи місцевого значення. Площа 1,0 га. Оголошено територією ПЗФ 04.03.1999. Знаходиться за південною околицею с. Очкине неподалік колишньої садиби поміщиків Судієнків. Являє собою криницю з водою доброї питної якості, пов'язана з історією краю.